# Anita Desai
Anita Mazumdar Desai (født 24. juni 1937) er en indisk forfatter, nomineret for Bookerprisen tre gange.

## Udvalgt bibliografi
- Cry the Peacock (1963)
- Clear Light of Day (1980)
- In Custody (1984, filmatiseret 1993)
- Fasting, Feasting (1999)
- The Zig Zag Way (2004)

## Andet
- Hendes datter Kiran Desai vandt Bookerprisen i 2006.